# Las Angosturas
La zona arqueológica Las Angosturas se sitúa sobre un espolón rocoso que se alza sobre un meandro del río Gor, en el término municipal de Gor (provincia de Granada, España). 

## Características
Nos encontramos ante un poblado de reducidas dimensiones, pero con un gran valor estratégico que explica su continua ocupación. La secuencia cultural abarca desde el Neolítico final o Cobre antiguo, pasando por importantes estratos eneolíticos y una fase campaniforme, hasta una etapa ibérica que presenta indicios de romanización en los últimos momentos. 
La fase eneolítica presenta diferentes etapas de construcción y destrucción de las cabañas del poblado. Estas son de planta circular con zócalo de piedra sobre el que se alzaban paredes de adobe y cubiertas con techumbre de ramajas y paja con un apoyo central. 
De los últimos momentos de esta fase son unos enterramientos aparecidos en el poblado en grandes vasijas con ajuar. En época ibérica se constata la presencia de numerosas construcciones de planta rectangular que podemos considerar como viviendas, si bien de algunas estructuras es difícil definir su función.

## Descripción
El asentamiento prehistórico de Las Angosturas de Gor se encuentra situado en la margen izquierda del río de Gor, aguas abajo del pueblo y cerca de su anejo Cejo de la Estación de Gorafe y la Estación de Gor. Sobre un pequeño cerro inaccesible en la mayor parte de su contorno, lo que hacía fácil su defensa.
Los niveles más antiguos de este poblado, asentados sobre la base del cerro, son del Neolítico final, encontrándose en los mismos: vasos geminados,cuencos, cucharones, etc.
Encima de éstos aparecen los niveles más ricos en restos y de mayor potencia del yacimiento, correspondientes al Calcolítico (Cobre), fechados por el método del Carbono-14 entre el 2350 y 1910 a. C. para los niveles más altos. Entre los materiales encontrados cabe destacar: vasijas semiesféricas y globulares, cuencos de paredes rectas, cucharas, platos de borde almendrado, ídolos de hueso (ídolos falange), en hueso pulido (uno de ellos oculado y otro pintado), en piedra (betilos) y otros atípicos, puntas de flecha de sílex (de base cóncava, losángicas, de pedúnculo y aletas, romboidales), cuchillos de sílex, cuentas de collar de diferentes tamaños, formas y materiales (concha, piedra, espina de pescado, etc), punzones, espátulas y agujas de hueso, fusayolas, cereales (trigo), trabajos en espartos, restos de minerales de cobre (azurita y malaquita), así como huesos de animales, muchos de ellos con evidentes signos de domesticación.
El poblado estaba rodeado en los lugares accesibles por una muralla de piedra de más de dos metros de espesor que las excavaciones han puesto al descubierto y, dentro del recinto cimientos de casas circulares, que estarían cubiertas de ramaje, por las improntas en barro que aparece con huellas del mismo.
Para ser un poblado claramente relacionado con las necrópolis megalíticas de Gor y Gorafe las más densa de Europa, 190 dólmenes, estudiados por Góngora y Siret, y posteriormente por el matrimonio Leisner, completados estos estudios en 1955-56 por Spahni y García Sánchez -es raro que se encuentre sepulcros dentro del mismo poblado; uno de un adulto, claramente un segundo enterramiento, pues le falta el cráneo, dentro de un recinto de piedras y con un rico ajuar (una gran cornamenta de ciervo y numerosas vasijas), dentro de una de las cuales apareció un niño en posición fetal, llevando como ajuar asimismo una copa y dos cuencos, dos anillos, un punzón y dos aretes de cobre y un collar de cuentas de hueso, piedra y concha, enterrado simultáneamente al anterior.
En los estratos más bajos se descubrió otro enterramiento de un niño de unos nueve meses, con dos cuencos como ajuar, debajo del pavimento de una vivienda. Este tipo de enterramientos solo ha aparecido en este poblado, de entre los correspondientes a la época del Cobre.
Todos estos materiales y restos encontrados indican que se trataba de pueblos que ya habían cambiado su sistema económico de vida, pues, aparte de la caza, que no abandonarían, se dedicaban predominantemente a la agricultura y a la ganadería. Desde Las Angosturas se vigilaba la zona, dominándose el paso del río y el control de la salida y comercio del cobre de las minas cercanas de la zona (Cerro de las Fuentezuelas), por la cantidad de ídolos encontrados, podemos suponer que estas gentes fueron muy apegadas a los ritos y creencias religiosas.
Después, los estratos que aparecen muestran evidencias de ocupación de época correspondiente a la Cultura del Vaso Campaniforme, encontrándose restos de cerámicas profusamente decoradas del tipo Ciempozuelos y también marítimo.
Hay también signos de ocupación de época argárica, ya que sus niveles de ocupación aparecieron muy erosionados y destruidos. Se encontró un enterramiento doble, los cadáveres de un hombre y una mujer enterrados en posición fetal uno frente al otro, con algún material típico de estas inhumaciones.
La ocupación ibérica y romana fueron muy importantes. Aparecen restos sobre todo en la parte del cerro: cerámica ibérica pintada, molinos, casa de planta rectangular y restos de cerámica griega del s. IV a. C., que nos data la población ibérica. También aparecen restos de cerámica romana sigillata (sellada: con signo de fabricación).
El yacimiento fue excavado a lo largo de cuatro campañas durante los veranos de 1980 a 1983, por el Servicio de Investigaciones Arqueológicas de la Diputación Provincial de Granada (antiguo Patronato de la Cueva del Agua). El estudio del mismo permitirá determinar el paso de las formas de vida del Neolítico a la nueva economía de la Edad del Cobre.
El yacimiento, cuando ellos lo vieron en 1979, guiados al mismo por el que suscribe, estaba muy destrozado por las excavaciones clandestinas que en él se habían realizado (buscadores de tesoros y coleccionistas que venían de esta provincia y de otras). Incluso en los primeros años del siglo se llegó a formar una "compañía" para explotar los tesoros del cerro, que hizo largas galerías a modo de minas en su afán por encontrarlos, con el consiguiente destrozo de materiales y niveles.
Una vez excavado el poblado, tenemos todos el deber de conservarlo, por si, más tarde, nuevos métodos de excavación aportan datos que nos permitan conocer mejor la vida de nuestros antepasados. El yacimiento es de un gran interés científico, por lo que debemos hacer lo posible para que de una vez por todas desaparezcan los "buscadores de tesoros" y que los ávidos coleccionistas sepan que una pieza suelta no sirve para nada, sino que debe verse en contexto, junto con los demás materiales que la rodean y el nivel en que se encuentra.
Hoy día el yacimiento, en parte cercado, se encuentra sin cubrir, a expensas del las inclemencias del tiempo, que harán que los testigos de sus cortes de excavación terminen por derrumbarse, lo que sería una pena.
Desde estas líneas, en nombre de todos los amantes de la ciencia arqueológica, hago un llamamiento a aquellas instituciones que puedan evitar la destrucción del mismo, especialmente a la Diputación Provincial de Granada, que fue la patrocinadora de su excavación, y que se cubra para que no desaparezca esta joya histórica entre los poblados de su clase.